# Rehabilitace (právo)
Rehabilitace v právu označuje navrácení občanské cti a trestní bezúhonnosti pomocí zahlazení odsouzení. Vyskytuje se proto jen v trestním právu, kde lze rozlišit trojí typ rehabilitace: rehabilitaci soudní (ex decreto), rehabilitaci ve formě milosti prezidenta republiky a rehabilitaci zákonnou (ex lege).
Pokud je pachatel odsouzen a svůj trest si také odpyká, odčiní tak vůči společnosti svou odpovědnost za spáchaný trestný čin. Tím však zcela nezaniknou veškeré důsledky, které z dřívějšího odsouzení plynou, zejména na něj již není pohlíženo jako na osobu bezúhonnou, a to má své následky pro zejména osobní život odsouzeného. Tento fakt lze vždy zjistit z výpisu z rejstříku trestů, kde je takové odsouzení i po odpykání trestu stále uváděno. Odstranit to lze jen zahlazením odsouzení, které spočívá ve vytvoření právní fikce neodsouzení, tedy v tom, že poté se již na odsouzeného hledí, jako by nikdy odsouzen nebyl. Zahlazené odsouzení se nadále neuvádí ve výpisu z rejstříku trestů a nemůže už založit recidivu, jako přitěžující okolnost při spáchání nového trestného činu. Je sice dále uváděno v opisu z rejstříku trestů, jakožto komplexnějším zdroji informací, ten však může získat jen orgán činný v trestním řízení a orgán Ministerstva spravedlnosti, případně také Kancelář prezidenta republiky, pokud jde o jmenování profesorem vysoké školy či o řízení o milost prezidenta republiky.

## Rehabilitace soudní
V trestním zákoníku (§ 105 TrZ) jsou kumulativně stanoveny podmínky pro zahlazení odsouzení, kterými jsou výkon trestu nebo jeho prominutí či promlčení jeho výkonu, uplynutí zákonem stanoveného času od takové události a řádný život odsouzeného. Pro zahlazení odsouzení s ohledem na uložený trest zákon stanovuje dobu v trvání 1 až 15 let. Doba zahlazení odsouzení počíná běžet od okamžiku, kdy došlo k výkonu nebo prominutí trestu anebo k promlčení výkonu trestu. V případě uložení více trestů vedle sebe nelze odsouzení zahladit, dokud neuplyne doba pro zahlazení toho trestu, k jehož zahlazení je stanovena doba nejdelší. Toto zahlazení odsouzení je obligatorní, soud vlastně nerozhoduje, vždy je však nutné k němu podat žádost o zahlazení.
V případě, že odsouzený vedl po výkonu trestu řádný život a svým vzorným chováním a poctivým poměrem k práci prokázal, že se napravil, může soud na jeho žádost nebo na žádost toho, kdo je za něj oprávněn nabídnout záruku za dovršení jeho nápravy, rozhodnout o zahlazení odsouzení i před uplynutím zákonem stanovené doby. Toto zahlazení je fakultativní, soud žádosti vyhovět nemusí, záleží na tom, jak posoudí řádný život odsouzeného.

## Milost prezidenta republiky
Vedle milosti ve formě abolice (zastavení nebo nezahajování trestního stíhání) a agraciace (zmírnění nebo úplné prominutí už uloženého trestu) může prezident republiky podle čl. 62 písm. g) Ústavy v individuálním případě využít rehabilitace a zahladit odsouzení. Jde o zvláštní právní institut, protože nejde o rozhodnutí v klasickém slova smyslu, ale o výrok prezidenta republiky, ačkoli ve svých důsledcích jde o to samé, jako v případě rehabilitace soudním rozhodnutím. Milost prezidenta republiky není nijak právně omezena, na druhou stranu na ni není možné získat právní nárok.

## Rehabilitace zákonná
U některých trestů dojde k zahlazení odsouzení již vykonáním tohoto trestu, tedy automaticky ze zákona. Je tomu tak u trestu obecně prospěšných prací, trestu zákazu činnosti a peněžitého trestu, pokud byl uložen za přečin spáchaný z nedbalosti. Také u podmíněně odsouzeného k trestu odnětí svobody pokud bude vysloveno, že se ve zkušební době osvědčil, bude tím daný trest automaticky zahlazen.

### Zvláštní zákony
V některých historicky odůvodněných případech je navíc nutné mimo standardních rehabilitačních prostředků trestního práva vytvořit speciální zákon, který se pokusí alespoň částečně vyřešit historicky danou nespravedlnost vůči větší skupině osob.
V České republice stále platí zvláštní zákon č. 119/1990 Sb., o soudní rehabilitaci, který sledoval účel navrácení občanské cti těm občanům, kteří byli v období komunistického režimu v Československu nespravedlivě postiženi ve vykonstruovaných politických procesech. Bez ohledu na svůj název jde o rehabilitaci ex lege (ze zákona), protože jím byla automaticky zrušena všechna odsuzující rozhodnutí, učiněná v období od 25. února 1948 do 1. ledna 1990, za konkrétní, v tomto zákoně vyjmenované trestné činy (§ 2 odst. 1). A to ex tunc (od počátku), pouze deklaratorní rozhodnutí o tom učinil i bez návrhu soud.
Proti zrušení daného odsouzení mohl podat prokurátor námitky k soudu a následovalo pak specifické soudní přezkumné řízení. Pokud i přes tyto námitky došel soud k závěru, že přezkoumávané rozhodnutí je vadné (zejména z důvodů podvržených nebo zfalšovaných důkazů, vynuceného doznání, státem vyprovokovaného jednání odsouzeného nebo zcela nepřiměřeného uloženého trestu) rozhodnutí zcela nebo částečně zrušil a spolu s ním i všechna obsahově navazující rozhodnutí. Po právní moci zrušujícího rozhodnutí pak pokračoval v trestním řízení na podkladě původní obžaloby a nově rozhodl.
Rehabilitovaným občanům náleželo právo bezplatného zveřejnění zrušujícího rozhodnutí i určité hmotné odškodnění, a to především jako náhrada za ztrátu na výdělku za vazbu či trest odnětí svobody, náhrada za případné škody na zdraví, náhrada nákladů trestního řízení včetně zaplacených nákladů obhajoby, stejně jako náhrada za zaplacený peněžitý trest. Nárok na odškodnění navíc přecházel na dědice.